# تيكن جاه فاكولي
تيكن جاه فاكولي (بالفرنسية: Tiken Jah Fakoly)‏ هو الاسم الفني لدومبيا موسى فاكولي (23 يونيو 1968، أودينيه) هو مغني كوديفواري لموسقى الريغي.
ولد تيكن جاه في عائلة من الغريوت في أودينية، شمال غرب كوت ديفوار. اكتشف الريغي في سن مبكرة، وقد كون فريقه الموسيقي الأول Djelys في عام 1987. وانتقلت شهرته من مغني إقليمي إلى نجم وطني.
أعماله الفنية تركز على التطور الاجتماعي والسياسي لبلده وعن المظالم التي لحقت بأهل بلده. سنة 1998 غنى خارج بلاده أول مرة في باريس.

## نشاطه السياسي
يعتبر المطرب الإفواري فاكولي ملتزما بالقضايا الإفريقية العادلة منذ بداية مشواره، ويصفه نقاد الموسيقى ب«صوت من لا صوت له» وذلك من خلال أغانيه التي تنشر الوعي وتستنهض الهمم. ومن أشهر إنتاجاته ألبومه الشهير بعنوان «اترك السلطة» التي يتوسل فيها للرؤساء الأفارقة الذين حكموا لعدة سنين أن يغادروا مناصبهم مفسحين المجال أمام مرشحين يتم اختيارهم بطرق شفافة.
في ديسمبر 2007، أعلنت السنغال فاكولي شخصا غير مرغوب فيه في بلادها بعد أن انتقد الرئيس السنغالي عبد الله واد.

## الألبومات
- 1993: Les Djelys (على الكاسيت فقط – متوقف)
- 1994: Missiri ميسيري (على الكاسيت فقط – متوقف)
- 1996: Mangercratie مانجركراتي
- 1999: Cours d'histoire
- 2000: Le Caméléon (خاص بغرب أفريقيا)
- 2002: Françafrique فرانكفريك
- 2004: Coup de gueule
- 2005: Africa wants to be free, وهي عبارة عن أغاني لدعم جمعية سورفي
- 2007: L'Africain تسجيلات وراس
- 2008: Live in Paris تسجيلات وراس
- 2008: Le Caméléon باركلي
- 2010: African Revolution
- 2010: Listen To The Banned, Heilo, Valley Entertainment استمع إلى الممنوعين
- 2014: Dernier Appel Universal Music
- 2015: Racines
- 2019: Le monde est chaud
- 2022: Braquage de pouvoir
- 2024: Acoustic